# Ondřej Houda
Ondřej Houda (* 29. září 1974) je bývalý český fotbalista, záložník.

## Fotbalová kariéra
V české lize hrál za FK Chmel Blšany. Nastoupil ve 5 ligových utkáních. V nižších soutěžích hrál i za FC BS Vlašim, FK Švarc Benešov, 1. FC Brümmer Česká Lípa, SK Spolana Neratovice, v Rakousku za ASV Schrems a za SK Posázavan Poříčí nad Sázavou.

## Ligová bilance
| Ročník                          | Zápasy | Góly | Klub                     |
| ------------------------------- | ------ | ---- | ------------------------ |
| Česká fotbalová liga 1993/94    | -      | 5    | FC BS Vlašim             |
| Česká fotbalová liga 1994/95    | -      | 7    | FC Agrox Vlašim          |
| 2. česká fotbalová liga 1995/96 | 27     | 1    | FK Švarc Benešov         |
| 2. česká fotbalová liga 1998/99 | 10     | 0    | 1. FC Brümmer Česká Lípa |
| Gambrinus liga 1998/99          | 1      | 0    | FK Chmel Blšany          |
| Gambrinus liga 1999/00          | 4      | 0    | FK Chmel Blšany          |
| 2. česká fotbalová liga 1999/00 | 5      | 3    | SK Spolana Neratovice    |
| CELKEM 1. česká liga            | 5      | 0    |                          |